# Veliki crveni pas Clifford
Veliki crveni pas Clifford (engl. Clifford the Big Red Dog) je američki film iz 2021. godine koji je režirao Walt Becker. Temelji se na istoimenoj seriji dječjih knjiga Normana Bridwella.
Film je posvećen na sjećanje Richarda Robinsona, bivšeg izvršnog direktora Scholastic Corporationa (izdavača Clifford knjiga), koji je umro 5. lipnja 2021.

## Radnja
Emily Elizabeth ide u srednju školu, ali se bori s time da je drugi prohvate. Jednog dana posvaja Clifforda, malog crvenog psića koji magično raste iz svih razmjera kako bi na kraju preuzeo veličinu slona. Emily i ujak Casey morat će naučiti kako se nositi s psom ove veličine, ali to će im promijeniti život učeći ih pravom značenju bezuvjetne ljubavi.

## Glasove posudili
| Ime                    | Engleska inačica    | Hrvatska inačica      |
| ---------------------- | ------------------- | --------------------- |
| Emily Elizabeth Howard | Darby Camp          | Rina Radmilov         |
| Casey Porter           | Jack Whitehall      | Filip Riđički         |
| Zac Tieran             | Tony Hale           | Hrvoje Kečkeš         |
| Owen Yu                | Izaac Wang          | Darin Pavišić         |
| Maggie Howard          | Sienna Guillory     | Dijana Vidušin        |
| G. Bridwell            | John Cleese         | Ranko Tihomirović     |
| Veterinar              | Kenan Thompson      | Ivan Glowatzky        |
| Alonso Sanchez         | Paul Rodriguez      | Dražen Bratulić       |
| Načelnik Watkins       | Ty Jones            | Amar Bukvić           |
| Gđa. Crullerman        | Tovah Feldshuh      | Mirela Brekalo        |
| Jeron Jarvis           | Keith Ewell         | Ronald Žlabur         |
| Priscilla Jarvis       | Bear Allen-Blaine   | Lana Blaće            |
| Malik                  | Russell Peters      | Goran Malus           |
| G. Packard             | David Alan Grier    | Davor Svedružić       |
| Albert                 | Alex Moffat         | Lovro Juraga          |
| Raul                   | Horatio Sanz        | Boris Barberić        |
| Colette                | Jessica Keenan Wynn | Sanja Marin           |
| Lucille                | Rosie Perez         | Jasna Palić-Picukarić |
| G. Yu                  | Russell Wong        | Slavko Juraga         |
| Florence               | Mia Ronn            | Marta Bratulić        |

### Ostali glasovi:
- Tana Mažuranić
- Dunja Fajdić
- Daniel Dizdar
- Sara Madžarić
- Bianka Batelić Barać
- Marko Juraga

### Sinkronizacija
- Sinkronizacija: Duplicato Media d.o.o.
- Redatelj dijaloga: Marko Juraga
- Prijevod i adaptacija: Dora Jakobović

## Distribucija
Izvorno je bio zakazan za 13. studenoga 2020., ali je odgođen zbog pandemije COVID-19, kazališno izdanje filma u američkim kinima bilo je zakazano za 17. rujna 2021. Film je istodobno objavljen u američkim kinima i na Paramount+ 10. studenoga 2021., dok je u Hrvatska kina objavljen 18. studenoga iste godine.

## Nastavak
Studenoga 2021. objavjeno je da Paramount Pictures objavio je da je u razvoju nastavak.

## Vanjske poveznice
- Službena stranica
- Veliki crveni pas Clifford u internetskoj bazi filmova IMDb-ahttps://www.imdb.com/title/tt2397461/